# Andrade
Andrade ist ein ursprünglich herkunftsbezogener portugiesischer und galicischer Familienname, abgeleitet von zahlreichen gleichnamigen Orten in Portugal und Galicien.

## Namensträger

### A
- Abigail de Andrade (1864– um 1890), brasilianische Malerin
- Alberto Andrade (1943–2009), peruanischer Politiker
- Alfredo d’Andrade (1839–1915), portugiesisch-italienischer Architekturhistoriker und Denkmalpfleger
- Almir Moraes Andrade (* 1973), brasilianischer Fußballspieler
- Aluísio Jorge de Andrade Franco (1922–1984), brasilianischer Dramatiker
- Álvaro Jorge de Sena Andrade (* 1954), brasilianischer Schriftsteller
- Andrés Andrade (Fußballspieler, 1989) (* 1989), kolumbianischer Fußballspieler
- Andrés Andrade (Fußballspieler, 1998) (* 1998), panamaischer Fußballspieler
- Andrés Andrade (Tennisspieler) (* 1998), ecuadorianischer Tennisspieler
- Ângela Maria Corvelo de Andrade Sarmento (* 1970), osttimoresische Politikerin, siehe Ângela Corvelo
- Antonio Freire de Andrade (1580–1634), portugiesischer Jesuit

### B
- Baptista de Andrade (1811–1902), portugiesischer Admiral
- Barbara Andrade (1934–2014), deutsche römisch-katholische Theologin
- Billy Andrade (* 1964), US-amerikanischer Golfer
- Bruno Andrade (Fußballspieler, 1989) (Bruno Fernandes Andrade de Brito; * 1989), brasilianischer Fußballspieler
- Bruno Andrade (Rennfahrer) (* 1991), brasilianischer Rennfahrer
- Bruno Andrade (Fußballspieler, 1993) (Bruno Miguel Carvalho Andrade; * 1993), portugiesischer Fußballspieler

### C
- Carlos Drummond de Andrade (1902–1987), brasilianischer Lyriker
- Carlos Rebelo de Andrade (1887–1971), portugiesischer Architekt
- Christophe Andrade Brites (* 2007), luxemburgischer Fußballspieler
- Cristina Sánchez-Andrade (* 1968), spanische Schriftstellerin

### D
- Daniel Andrade (Leichtathlet) (* 1949), senegalesischer Leichtathlet
- Daniel Andrade junior (* 1970), brasilianischer Boxer
- Daniel Andrade (Schauspieler) (* 1975), brasilianischer Schauspieler
- Danilo Gabriel de Andrade (* 1979), brasilianischer Fußballspieler
- Demetrius Andrade (* 1988), US-amerikanischer Boxer
- Diogo de Paiva de Andrade (1528–1575), portugiesischer römisch-katholischer Theologe
- Diogo de Paiva de Andrade der Jüngere (1586–1660), portugiesischer Dichter und Dramatiker
- Domingos Andrade (* 2003), angolanischer Fußballspieler

### E
- Edilene Andrade (* 1971), brasilianischer Judoka
- Edivalter Andrade (* 1962), brasilianischer Geistlicher, römisch-katholischer Bischof von Parnaíba
- Edna Andrade (1917–2008), US-amerikanische Künstlerin und Hochschullehrerin
- Edward Andrade (1887–1971), britischer Physiker
- Elinton Andrade (* 1979), brasilianischer Fußballtorhüter
- Eugénio de Andrade (1923–2005), portugiesischer Lyriker

### F
- Farnese de Andrade (1926–1996), brasilianischer Maler, Bildhauer, Zeichner, Graveur und Illustrator
- Federico Andrade (* 1940), kolumbianischer Wasserspringer
- Felio Andrade (1926–2010), kolumbianischer Politiker
- Fernanda Andrade (* 1984), brasilianische Schauspielerin
- Fernando Azcárate y Freyre de Andrade (1912–1998), kubanischer Ordensgeistlicher, Weihbischof in San Cristóbal de la Habana
- Francisco de Andrade (Historiker) (1540–1614), portugiesischer Historiker und Poet
- Francisco d’Andrade (1859–1921), portugiesischer Sänger (Bariton)
- Francisco de Andrade (Segler) (1923–2021), portugiesischer Segler
- Francisco Andrade (Fußballspieler) (Francisco Correia de Figueiredo Andrade; * 1939), portugiesischer Fußballspieler
- Francisco de Andrade (Politiker), osttimoresischer Politiker
- Francisco Andrade (Segler) (* 1980), portugiesischer Segler
- Francisco Andrade Marín (1841–1935), ecuadorianischer Politiker, Präsident 1912
- Francisco Everton de Almeida Andrade (* 1984), brasilianischer Fußballspieler, siehe Everton (Fußballspieler, 1984)
- Francisco Ramos de Andrade Neves (1874–1951), brasilianischer Generalmajor

### G
- Gabriel Andrade (* 1981), deutscher Schauspieler
- Geraldo Dantas de Andrade (1931–2021), brasilianischer Ordensgeistlicher, Weihbischof in São Luís do Maranhão
- Gerardo de Andrade Ponte (1924–2006), brasilianischer Geistlicher, römisch-katholischer Bischof von Patos
- Gilson Andrade da Silva (* 1966), brasilianischer Geistlicher, Bischof von Nova Iguaçu
- Gomes Freire de Andrade (1757–1817), portugiesischer General
- Guilherme Rebelo de Andrade (1891–1969), portugiesischer Architekt
- Guillermo Andrade, peruanischer Fußballspieler

### H
- Haroldo de Andrade (1934–2008), brasilianischer Radiomoderator
- Heberty Fernandes de Andrade (* 1988), brasilianischer Fußballspieler
- Henik Luiz de Andrade (* 1989), brasilianischer Fußballspieler
- Henry Andrade (* 1962), kap-verdischer Leichtathlet
- Hernán Andrade (* 1960), mexikanischer Geher

### I
- Ignacio Andrade (1839–1925), venezolanischer Politiker, Präsident 1898 bis 1899

### J
- Jacinto de Andrade, osttimoresischer Politiker
- Janine Andrade (1918–1997), französische Geigerin
- Jayce Andrade (* 1984), venezolanische Volleyballspielerin
- Jefferson Andrade Siqueira (* 1988), brasilianisch-italienischer Fußballspieler
- João Henrique de Andrade Amaral (* 1981), portugiesischer Fußballspieler
- João Paulo Andrade (* 1981), portugiesischer Fußballspieler, siehe João Paulo (Fußballspieler, Juni 1981)
- João da Matha de Andrade e Amaral (1898–1954), brasilianischer Geistlicher, Bischof von Niterói
- Joaquim Andrade (Radsportler, 1945) (* 1945), portugiesischer Radrennfahrer
- Joaquim Andrade (Radsportler, 1969) (* 1969), portugiesischer Radrennfahrer
- Joel Andrade (* 1948), mexikanischer Fußballspieler
- Jordin Andrade (* 1992), kapverdischer Hürdenläufer
- Jorge Andrade (Fußballspieler, 1942) (1942–2015), brasilianischer Fußballspieler
- Jorge Andrade (* 1978), portugiesischer Fußballspieler
- Jorge Carrera Andrade (1903–1978), ecuadorianischer Lyriker, Schriftsteller und Diplomat
- Jorge Luís Andrade da Silva (* 1957), brasilianischer Fußballspieler
- José Andrade (Radsportler) (* 1972), portugiesischer Radrennfahrer
- José Andrade da Cruz (* 1956), osttimoresischer Unabhängigkeitsaktivist und Politiker
- José Bonifácio de Andrade e Silva (1763–1838), brasilianischer Politiker, siehe José Bonifácio de Andrada e Silva
- José Carrazeda de Sousa Caldas Vianna e Andrade, portugiesischer Offizier und Kolonialverwalter
- José Eduardo de Andrade Vieira (1938–2015), brasilianischer Politiker
- José Humberto Andrade Castellanos (* 1991), guatemaltekischer Fußballspieler
- José Leandro Andrade (1901–1957), uruguayischer Fußballspieler
- José María Reina Andrade (1860–1947), guatemaltekischer Politiker, Präsident 1931
- Juan Pablo Andrade (* 1988), chilenischer Fußballspieler
- Jules Andrade (1857–1933), französischer Mathematiker, Physiker und Uhrmacher

### L
- Lady Andrade (* 1992), kolumbianische Fußballspielerin
- Leny Andrade (1943–2023), brasilianische Sängerin
- Léo Andrade (* 1998), brasilianischer Fußballspieler
- Leonor Andrade (* 1994), portugiesische Sängerin
- Librado Andrade (* 1978), mexikanischer Boxer
- Lu Andrade (* 1978), brasilianische Sängerin, Songwriterin, Moderatorin und Schauspielerin
- Luís Filipe Andrade (* 1973), portugiesischer Fußballspieler
- Lydia Andrade (* 1999), schweizerisch-angolanische Fußballspielerin

### M
- Maicon de Andrade (* 1993), brasilianischer Taekwondoin
- Malú García Andrade, mexikanische Bürgerrechtlerin
- Manoel Carlos de Andrade (1755–1817), portugiesischer Hippologe
- Manuel Correia de Andrade (1922–2007), brasilianischer Historiker, Geograph, Jurist und Hochschullehrer
- Marcelo Andrade (* 1967), brasilianischer Serienmörder
- Marcia Andrade (* 1982), venezolanische Ringerin
- Maria Andrade (* 1993), kap-verdische Taekwondoin
- María Inmaculada Paz-Andrade (1928–2022), galicische Physikerin
- Mário de Andrade (1893–1945), brasilianischer Schriftsteller
- Mário Corino de Andrade (1906–2005), portugiesischer Neurologe
- Mário Pinto de Andrade (1928–1990), angolanischer Politiker
- Mário de Andrade (1893–1945), brasilianischer Schriftsteller
- Marta Andrade (* 1972), spanische Eiskunstläuferin
- Maxwell Scherrer Cabelino Andrade (* 1981), brasilianischer Fußballspieler, siehe Maxwell (Fußballspieler)
- Maycon de Andrade Barberan (* 1997), brasilianischer Fußballspieler, siehe Maycon
- Mayra Andrade (* 1985), kapverdische Sängerin
- Michelle Andrade (* 1996), ukrainische Sängerin, Schauspielerin und Fernsehmoderatorin bolivianischer Herkunft

### N
- Natália de Andrade (1910–1999), portugiesische Opernsängerin
- Nelson Andrade (* 1933), brasilianischer Boxer
- Newton de Andrade Cavalcanti (1885–1965), brasilianischer General

### O
- Olegario Víctor Andrade (1839–1882), argentinischer Dichter
- Óscar Andrade (* 1957), chilenischer Cantautor
- Osvaldo Andrade (* 1953), chilenischer Politiker, Jurist, Abgeordneter, Parlamentspräsident und Minister
- Oswald de Andrade (1890–1954), brasilianischer Dichter

### P
- Pangal Andrade (* 1985), chilenischer Extremsportler
- Patrick Andrade (* 1993), kapverdischer Fußballspieler
- Paulo Eduardo Andrade Ponte (1931–2009), brasilianischer Geistlicher, Erzbischof von São Luís do Maranhão
- Pedro de Andrade Caminha (1520–1589), portugiesischer Lyriker
- Pedro Andrade Pradillo, mexikanischer Fußballspieler
- Pedro Pablo Andrade Sánchez (1892–1973), ecuadorianischer römisch-katholischer Ordensgeistlicher, Apostolischer Präfekt von Galápagos

### R
- Rafael Jácome de Andrade (1851–1900), portugiesischer Offizier und Kolonialverwalter
- Rafael Soto Andrade (* 1957), spanischer Reiter und Olympiateilnehmer
- Rebeca Andrade (* 1999), brasilianische Kunstturnerin
- Roberto Andrade (* 1959), uruguayischer Theaterregisseur und Schauspieler
- Rubén Iván Martínez Andrade (* 1984), spanischer Fußballtorhüter, siehe Rubén Martínez (Fußballspieler, 1984)
- Rui Andrade (* 1999), angolanischer Autorennfahrer

### T
- Tania Andrade Sabando (* 2005), ecuadorianische Tennisspielerin

### V
- Valdemir Vicente Andrade Santos (* 1973), brasilianischer Geistlicher, Bischof von Juazeiro
- Valentín Paz-Andrade (1898–1987), galicischer Jurist, Schriftsteller und Journalist
- Victor Andrade (* 1995), brasilianischer Fußballspieler
- Víctor Rodríguez Andrade (1927–1985), uruguayischer Fußballspieler
- Virgílio Moretzsohn de Andrade (* 1941), brasilianischer Diplomat

### W
- Wágner de Andrade Borges (* 1987), brasilianischer Fußballspieler
- Weldon Santos de Andrade (* 1980), brasilianischer Fußballspieler
- Wesley David de Oliveira Andrade (* 2000), brasilianischer Fußballspieler, siehe Wesley (Fußballspieler, 2000)
- Will Robson Emilio Andrade (* 1973), brasilianischer Fußballspieler
- William Amaral de Andrade (* 1967), brasilianischer Fußballspieler

## Sonstiges
- Paz-Andrade
- Andrade (Kalifornien), Ort in den USA
- Vila Paiva de Andrade, der alte Name der Stadt Vila Gorongosa in Mosambik